# František Kramář
František Vincenc Krommer (nebo Franz Krommer), též František Kramář (27. listopadu 1759 Kamenice – 8. ledna 1831 Vídeň) byl český hudební skladatel.

## Život
František se narodil 27. listopadu 1759, v matrice byl zapsán s příjmením Kramarz. Ale to již jeho rodiče i strýc používali poněmčený tvar Krommer, či zkráceně Kromer. V rodině nebyla nouze o hudební talent a mladý František nastoupil do učení u strýce Antonína Matyáše Krommera, učitele hudby a ředitele kůru v Tuřanech u Brna. Kolem roku 1785 odešel do Vídně.
Další cesta ke slávě se odvíjela v rámci tehdejší říše, ale dnes jeho stopy hledáme v zahraničí. Pro krátké praxi ve Vídni následovalo Uhersko, kde působil v kapele hraběte Styruma v Szimonthurnu, pak následovala Pécs (česky Pětikostelí), kde byl ředitelem kůru, pak působil jako kapelník plukovní hudby hraběte Grassalkoviče.
Po rozpuštění kapely se věnoval především skládání. Jako znamenitý komponista se věnoval zvlášť skladbám pro dechové soubory, skladby pro klarinet, hoboj a orchestr, známá je i partitura pro dva klarinety, dva lesní rohy a dva fagoty. Ve své skladatelské činnosti navazoval na Mozarta a Beethovena, byla pro něj typická bohatá melodičnost, využívající i českých lidových prvků. Stal se předchůdcem stylu raného biedermayeru. Ale s tím ani tehdy dlouho nevydržel a ucházel se o místo houslisty ve dvorní kapele. A tam se jeho kariéra začala obracet vzhůru.
Roku 1815 byl jmenován po smrti krajana Leopolda Koželuha dvorním skladatelem a kapelníkem dvorní komorní hudby. Krommer byl poslední, komu císař (František I.) tento titul udělil. V této funkci císařského kapelníka a skladatele se vydal na cestu po Evropě a koncertoval v Itálii i Francii. Jeho obliba byla tak veliká, že mu byla udělena řada titulů a členství v akademiích.
Po svůj celý život až do pozdního věku udržoval styk s domovem. Naposledy navštívil rodný kraj v roce 1829, jako sedmdesátiletý, v tu dobu měl na podzim strávit několik dní v Třebíči. Krommer zemřel 8. ledna 1831 ve Vídni.

## Dílo (přehled)
Úplný seznam díla je v publikaci Karla Padrty (Karel Padrta: Franz Krommer: Thematischer Katalog seiner musikalischen Werke. Praha, Supraphon, 1997, 425 str. ISBN 80-7058-388-6).

### Orchestrální skladby
- 9 číslovaných symfonií (1–9)
- Sinfonia Pastorallis C-dur
- Sinfonia D-dur
- Sinfonia Pastorallis D-dur (ztracena)
- 12 houslových koncertů
- 4 koncerty pro flétnu
- 4 klarinetové koncerty
- 2 hobojové koncerty
- 3 koncerty pro flétnu, hoboj a housle
- Koncert pro flétnu a hoboj C-dur
- 2 koncerty pro flétnu klarinet a housle
- 2 koncerty pro dva klarinety
- 11 pochodů

### Komorní hudba
- 35 smyčcových kvintetů
- 12 flétnových kvintetů
- 4 hobojové kvintety
- Klarinetový kvintet B-dur
- 79 smyčcových kvartetů
- 15 flétnových kvartetů
- 6 klarinetových kvartetů
- 2 fagotové kvartety
- 2 hobojové kvartety
- Klavírní kvartet Es-dur
- 3 kvartety pro dvě cembala
- Smyčcové trio Op. 96 in F major
- Variace pro smyčcové trio in D major
- 13 kusů pro dva klarinety a violu
- Variace dva hoboje a anglický roh Fdur
- 3 klavírní tria
- 34 houslových duet
- 30 flétnových duet
- 9 houslových sonát
- 18 sonatin pro housle a klavír
- cca 15 skladeb pro klavír
- 6 skladeb pro klavír na 4 ruce

### Skladby pro dechové soubory
- 30 Partit
- 8 Parthií
- 10 serenád
- Sestetto pastorale in Es-dur
- Variace pro dechový sextet Es-dur
- Symfonie pro dechy F-dur
- Ländler pro dechy

### Chrámová díla
- 3 Mše C-dur
- Mše d-moll
- 3 Pange lingua
- Offerimus tibi D-dur